# 모스크바함 침몰
러시아 순양함 모스크바는 2022년 4월 14일 러시아의 우크라이나 침공 중, 우크라이나군이 발사한 R-360 넵튠 대함 미사일 2발이 명중되어 침몰했다. 러시아 측은 배가 화재로 인해 폭풍이 치는 바다에 침몰했다고 밝혔으나, 화재 원인은 언급하지 않았다.
모스크바는 제2차 세계 대전 이후 전시에 침몰된 가장 큰 군함이다. 러시아는 해군 장병들이 탈출했다고 밝혔으나, 사상자 보고의 신뢰성이 낮다는 지적을 받았다.

## 배경
2022년 2월, 순양함은 2022년 러시아의 우크라이나 침공에 합류하기 위해 세바스토폴을 떠났다. 배는 나중에 러시아 초계함 바실리 비코프와 함께 즈미이니섬 전투에서 우크라이나군과 맞섰다. 모스크바는 라디오를 통해 섬의 수비대들에게 항복을 요구했고, 수비대는 "러시아 군함, 가서 엿이나 처먹어라"라고 응답했다. 그 후 즈미이니섬과 모든 연락이 두절, 13명의 우크라이나 수비대가 생포되었다.

## 침몰

### 우크라이나 주장
미사일 공격이 처음으로 보고된 것은 우크라이나 시간 2022년 4월 13일 20시 42분 (EEST, UTC+03:00) 우크라이나 자원병이 올린 페이스북 게시글이었다. 이후 우크라이나 대통령 보좌관 올렉시 아레스토비치와 오데사 주지사 막심 마르첸코는 우크라이나군이 2022년 4월 13일 늦은 시간 R-360 넵튠 대함 미사일 2발로 모스크바를 공격했으며, 군함이 거친 바다 위에서 불타고 있다고 말했다. 다음날 우크라이나 남부 사령부는 12시 43분 (EEST) 페이스북에 임베디드 유튜브 영상을 게시하고, 넵튠 대함 미사일이 함선에 명중했다고 주장하며 모스크바 함대의 다른 함정들이 "도와주려 했지만 폭풍과 강력한 탄약 폭발로 순양함이 전복되어 침몰하기 시작했다"고 덧붙였다.

### 러시아의 주장
우크라이나의 주장이 처음 제기된 지 몇 시간 후, 러시아 국방부는 화재로 인해 탄약이 폭발했으며, 어떠한 원인이나 우크라이나발 공격의 출처에 대한 언급도 없이 배가 심각하게 손상되었다고 말했다. 국방부는 4월 14일 순양함의 미사일 시스템이 손상되지 않았고 선원들이 화재를 진압했으며 선박을 항구로 예인하려는 중이라고 밝혔다. 4월 14일 이후 러시아 국방부는 폭풍우 속에서 모스크바가 예인되는 동안 침몰했다고 밝혔지만 당시의 날씨는 잔잔했다. 4월 15일, 러시아 뉴스 미디어와 텔레비전에서는 모스크바함이 "악천후"로 침몰했다고 간략히 보도했다.

### 그 외의 관측

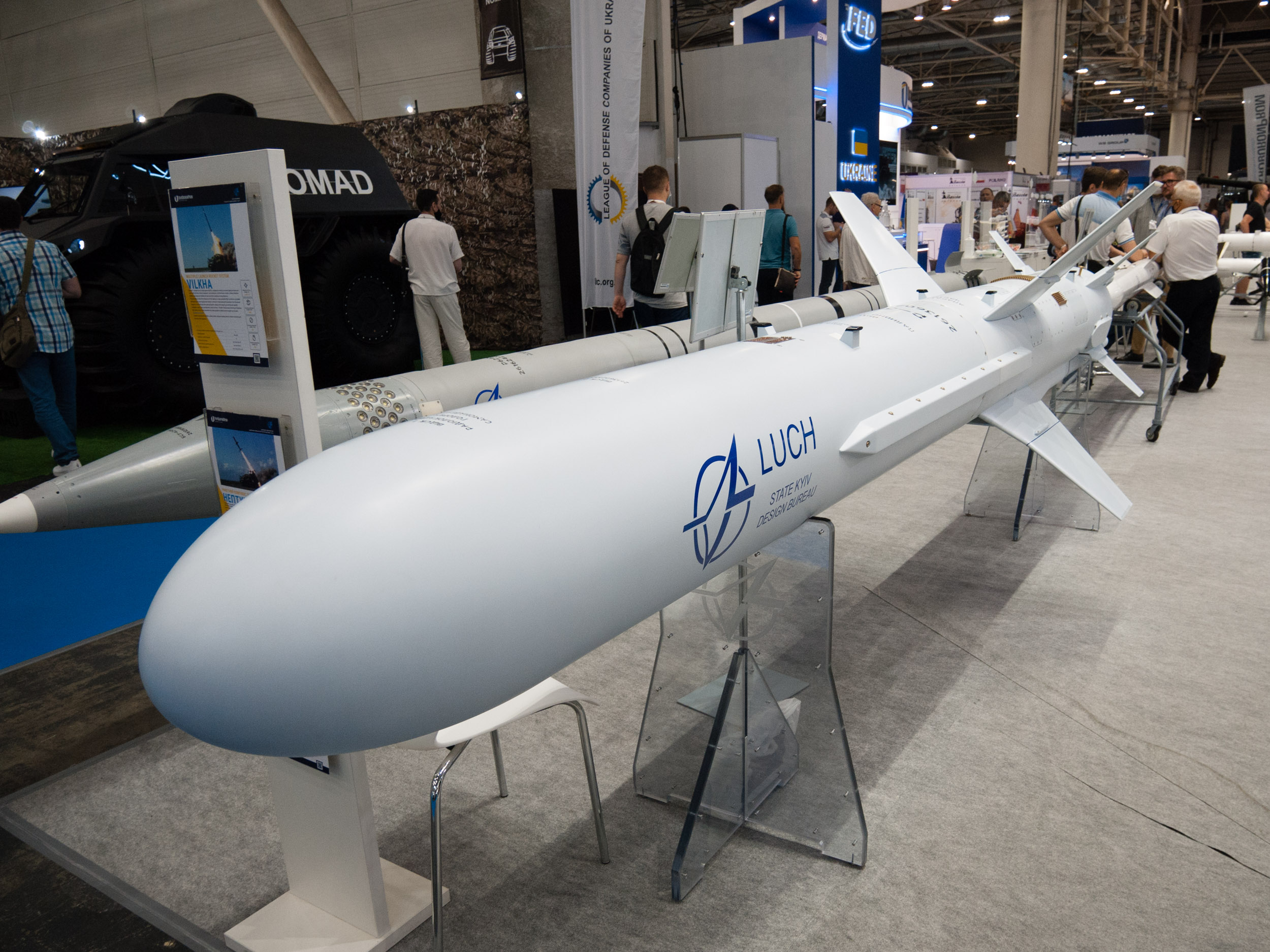
우크라이나 넵튠 대함미사일. 미국 하푼 미사일과 비슷하다.

공격 후 며칠 동안 신문과 온라인 매체는 미사일 공격이라는 우크라이나의 주장과, 러시아 및 우크라이나발 폭발, 화재 관련 보도를 지속적으로 기사화했다. 미 국방부 대변인 존 커비는 4월 14일 촬영된 이미지로 보아 배가 상당한 폭발과 그에 따른 "중대한 화재"를 겪었다고 말했다. 폭발의 원인은 명확하지 않았다. 불타는 모스크바는 수리를 위해 세바스토폴 항구로 향하는 것으로 보였으나, 선박이 자력으로 이동하고 있는지 또는 예인되고 있는지는 불분명했다. 모스크바의 갑판 측면 미사일 튜브 중 하나가 영향을 받았다는 보도도 있었다.
구름 투과성 합성 개구 레이더(SAR)를 탑재한 위성으로 본 오픈 소스 인텔리전스 (OSINT) 이미지에선, 2022년 4월 13일 현지 시간 (UTC+03:00) 오후 6시 52분, 모스크바가 북위 45° 10′ 43.39″ 동경 30° 55′ 30.54″ / 북위 45.1787194°  동경 30.9251500° 에 위치해 있음을 보여주었다. 이는 오데사에서 남쪽으로 약 80해리(150km) 떨어져 있으며 우크라이나-로마니아 국경에서 약 50해리(93km) 떨어진 위치이다. 한 분석에 따르면, 이 배가 침몰한 것은 파손된 지 얼마 되지 않았을 때라고 한다. 이 이미지에서 모스크바는 다른 선박과 함께 있다. 루마니아와 터키 당국은 모스크바가 현지시간 4월 14일 오전 3시에 침몰했다고 공표했다.
4월 15일, 미국 고위 관리는 모스크바가 2개의 넵튠 미사일에 피격된 것으로 본다고 밝혔다. 또한 배가 공격을 받았을 때 오데사에서 남쪽으로 약 65해리 떨어져 있었고 4월 14일에 침몰하기 전까지 자력으로 전진했다고 말했다. 이 관계자는 또한 정보 평가 결과 피격 당시 사상자가 발생한 것으로 나타났지만 그 수는 알지 못했다고 말했다. 우크라이나의 미사일은 모스크바가 해안에서 60-65해리(110-120km) 떨어진 곳에 위치한 동안 오데사 근처의 육상 발사대에서 발사된 것으로 보인다. 모스크바 침몰 작전에는 UCAV 바이락타르 TB2가 교란용으로 활용된 것으로 보인다.

### 미사일 피격설
순양함에는 넵튠 미사일을 요격할 수 있는 3단계 방공 체계가 탑재되어 있었으며, 3-4분간 레이더 탐지 경보도 울렸다.S-300F 지대공 미사일 CHAFF 또는 디코이 발사, 전자 교란 또는 최후의 근접 무기 시스템 등을 승무원이 활성화했다는 기록은 없다. 타이푼 오즈베르크(Tayfun Ozberk)는 순양함의 레이더가 넵튠 미사일을 감지하지 못했거나 방어 체계가 감지된 위협에 대응할 준비가 되지 않았고, 비상 사태에 대한 승무원들의 훈련이 부족했을 가능성을 제기했다 방어 체계가 활성화되었다면 모스크바는 큰 배수량 덕에 넵튠 미사일(각각 150 kg 또는 320 lb 폭약)의 공격을 견뎌낼 수 있을 것으로 예상되었다. 한 Salvo combat model 시나리오에 따르면 우크라이나는 모스크바함을 침몰시키기 위해 적어도 넵튠 미사일 11발을 동시에 발사해야 했다. 여기서 모스크바는 6발을 요격할 수 있었고, 나머지 5발은 순양함의 방어선을 뚫고 침몰시킬 정도의 선체 손상을 입혔다. 미사일 한 발은 함교 밑에서 터진 것으로 보인다. 이는 함선 내 군수품이 폭발하지 않았음을 의미한다. 따라서 순양함의 취약한 데미지 컨트롤 능력, 중견급 직업군인 대신 차출된 징병군, 부족한 격실 수가 침몰 원인으로 제기되었다.

#### 침몰 영상 및 사진
4월 18일, 화재 발생 후와 마지막 침몰 전 모스크바의 모습을 담은 두 장의 사진과 짧은 3초짜리 동영상이 SNS에 유포되었다. 사진에는 한낮의 잔잔한 바다에서 함선이 우현으로 기울어져 있어 흘수선의 배수 구멍이 보이는 데다 중앙 상부 구조물 주변에 광범위한 화재 손상의 징후가 있다. 함선의 구명 보트 대부분이 없어 선원들 중 일부가 이즈음 대피했음을 보여준다. 《CNN》에 따르면 (우현) 측 멀리 떨어진 곳에서 군함에 물줄기를 발사하는 예인선 몇 척을 볼 수 있었다.

피격 추정 사진과 피격 전의 모습 비교
화재가 난 모스크바함으로 추정되는 사진
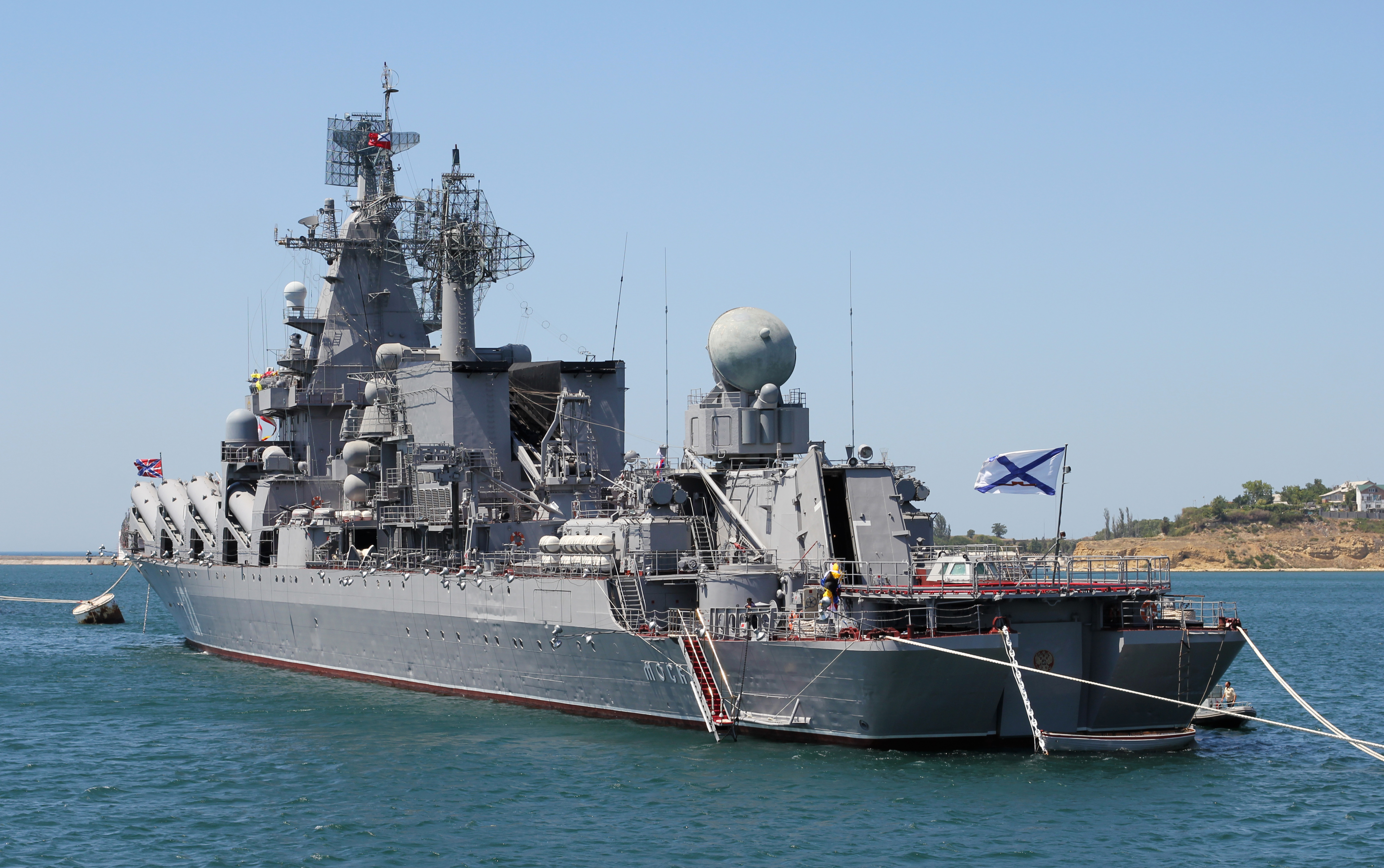
2012년 세바스토폴만에 정박한 모스크바

비디오와 이미지의 원본 또는 작성자는 알려지지 않았다. 《데일리 텔레그래프》는 이 사진이 러시아 보안기관과 연결된 텔레그램 채널을 통해 웹에 처음 게시되었다고 보도했다. 《가디언》 및 《CNN》에 출연한 전문가들은 해당 함선이 모스크바임을 확정했다. 언론인이자 선박 전문가인 유룩 이슥 (Yörük Işık)은 "이건 진실 같다. 배의 모양이나 크기를 보아 모스크바가 맞다"고 말했다. 또《가디언》 "그(이슥)가 적어도 한 장의 사진은 러시아가 흑해에 배치한 프로젝트 22870 구조 예인선 2척 중 한 곳에서 찍은 것으로 믿고 있다"고 전했다.
미국 국방부의 고위 관리는, 해당 이미지를 독자적으로 검증할 수 없겠지만 우리가 예상했던 선박의 피해 정도와 일치한다고 말했다. 미군 태평양 사령부 합동 정보 작전 본부의 작전국장을 지냈던 칼 슈스터는, 사진이 어떤 식으로든 위조되거나 합성되지 않았다고 가정할 때, 예상대로 미사일이 앞으로 튕겨나온 것처럼 보인다. 대함 순항미사일(ASCM)은 일반적으로 상부 구조물의 전방 부분에 있는 레이더 송신부의 중앙에 배치되는 경향이 있다"고 말했다. 전 해군 소장 크리스 패리는 《가디언》에 "함선에 있는 불칸 대함 미사일 한 쌍 바로 뒷편에 한두 미사일이 떨어진 것 같다. (중략) 이것은 엄청난 내부 손상을 입혔을 것이고 두 개의 미사일에 구멍을 낸 것으로 보인다. 이는 갑판과 손상된 격벽 사이로 수평으로 퍼져나가면서 선박 내부의 추진제 연료를 빨아들여 화재를 격화시켰을 것"이라고 썼다.

## 사상자
리투아니아의 국방부 장관 아비다스 아누사우스카스는 4월 14일 모스크바에서 조난 신호를 보냈고, 터키 선박이 2시 2분에 순양함에서 54명의 인원을 대피시켰다고 밝혔다. 이는 배가 가라앉기 시작한 오전 3시 전에 이루어졌다. 그의 말에 따르면 485명의 승무원이 탑승했으며 그 중 66명이 장교였다. 생존자 수는 알려지지 않았다.
우크라이나 소식통은 4월 15일 폭발 당시 1등 선장 안톤 쿠프린(44세)을 포함한 모스크바 승무원 중 일부가 사망했다고 보고했다. 미국 소식통도 사상자가 발생한 것으로 보고 있다. 독립 러시아 신문인 《노바야 가제타 유럽》은 침몰 당시 약 40명의 선원이 사망했다고 보도했다. 목격자들에 따르면 크림 반도의 병원에 부상을 입은 승조원 200명이 입원했다고 한다.
러시아 국방부는 침몰 직후 승무원들이 대피했으며 인명 피해는 보고되지 않았다고 밝혔다. 4월 16일 러시아는 해군 총사령관 니콜라이 예브메노프와 함께 모스크바의 선원 약 100명과 세바스토폴에서 만난 것으로 추정되는 영상을 공개하며, 선원들이 해군에서 계속 복무할 것이라고 말했다. 독립 러시아 온라인 신문 《The Insider》에 따르면 약 100명의 선원, 특히 1등 선장 안톤 쿠프린이 비디오에 보인다. 《Naval News》는 러시아 국방부 비디오에 승무원의 약 절반인 약 240명이 생존했다고 보고했다. 그러나 《라디오 스보보다》의 우크라이나판에서는 해당 영상의 진위 여부를 확인할 수 없다고 밝혔다.
그 후, 러시아 국방부는 1명 사망, 27명이 실종되었으나, 나머지 396명의 승조원들은 구조되었다는 성명을 냈다.

## 영향
모스크바는 제2차 세계 대전 이후로 침몰된 가장 큰 전함이다. 비슷한 크기의 전함이 마지막으로 침몰한 것은 1982년 포클랜드 전쟁 중 영국 해군에 침몰된, 약간 작은 아르헨티나 순양함 ARA General Belgrano이다. 모스크바는 1941년 독일 항공기가 소련 전함 마라트를 폭격한 이후, 적에 의해 침몰된 가장 큰 소련 또는 러시아 선박이었으며, 1905년 러일전쟁의 쓰시마 해전에서 전함 크냐즈 수보로프가 침몰한 이후 처음으로 발생한 전시의 러시아 기함 손실이다. 은퇴한 미 해군 대위이자 미 태평양 사령부 합동 정보 센터의 전 작전 책임자인 칼 슈스터는, 우크라이나의 주장이 사실이라면 모스크바는 미사일에 의해 무력화되거나 파괴된 가장 큰 전함이 될 것이라고 말했다.
모스크바의 손실은 러시아 대통령 블라디미르 푸틴에 대한 중대 사안이자 굴욕으로 여겨지지만, 우크라이나 국립 전략 연구소의 미콜라 비엘에스코프에 따르면 모스크바함은 함명이 러시아의 수도 모스크바에서 유래한 만큼 "물리적 피해보다 정신적 피해가 더 크다". 그는 그것이 러시아의 해군 봉쇄를 완전히 해제하지는 못하겠지만, 우크라이나가 정교한 무기를 효과적으로 사용할 수 있음을 보여주었다고 말했다. Institute for the Study of War도 같은 결론을 내며 이번 침몰 사건으로 러시아에 "흑해 함대에 항공 및 지점 방어 자산 추가 배치 또는 우크라이나 해안 근처의 진지들에서 함정을 철수시킬 것"이 강제될 수도 있다고 말했다.
모스크바는 러시아 흑해 함대 중 유일하게 장거리 방공용 S-300F 미사일 시스템을 탑재한 군함이었다. 모스크바는 우크라이나의 지상 목표물에 미사일을 발사하지 않았지만 공격한 선박에 대공 지원을 제공했으며, 침몰로 인해 이제는 러시아 선박이 덜 보호된 채 더 멀리 해안으로 이동하게 되었다. 우크라이나가 이 높아진 취약성을 이용할 수 있을지 여부는 불분명하다. 《뉴욕 타임스》는 다음과 같이 보도했다. "이제 [침몰 후], 제독 콕스 [은퇴한 미군 해군 소장이자 미국해군역사문화사령부 국장인 사무엘.J.콕스]는 우크라이나 상륙 작전이 러시아군에게 훨씬 더 위험할 것이며, 상륙함과 상륙수송함이 공격에 훨씬 취약하다고 말했다."
모스크바는 2022년 2월 현재 지중해 동부에 두 척의 자매선을 배치했지만, 전쟁 기간 동안 터키는 몽트뢰 협약에 따라 흑해에 모항이 없는 교전 군함에 대해서는 터키 해협을 폐쇄했다. 따라서 러시아는 다른 함대 기지에서 잃어버린 모스크바를 대체하기 위해 합법적으로 선박을 보낼 수 없다.
2020년 러시아 정교회 세바스토폴 지부의 대주교는 모든 기독교인에게 매우 희귀한 중요 유물로 여겨지는, 예수가 실제로 못 박힌 성십자가의 파편이 모스크바함의 예배당에 안치될 것이라 말한 바 있다. 배가 침몰한 후 유물이 배와 함께 침몰했을 수도 있다는 추측이 있었지만, 2020년에는 그렇게 귀한 물건이 배에 있을 가능성은 매우 낮았을 것으로 생각된다.

## 여파

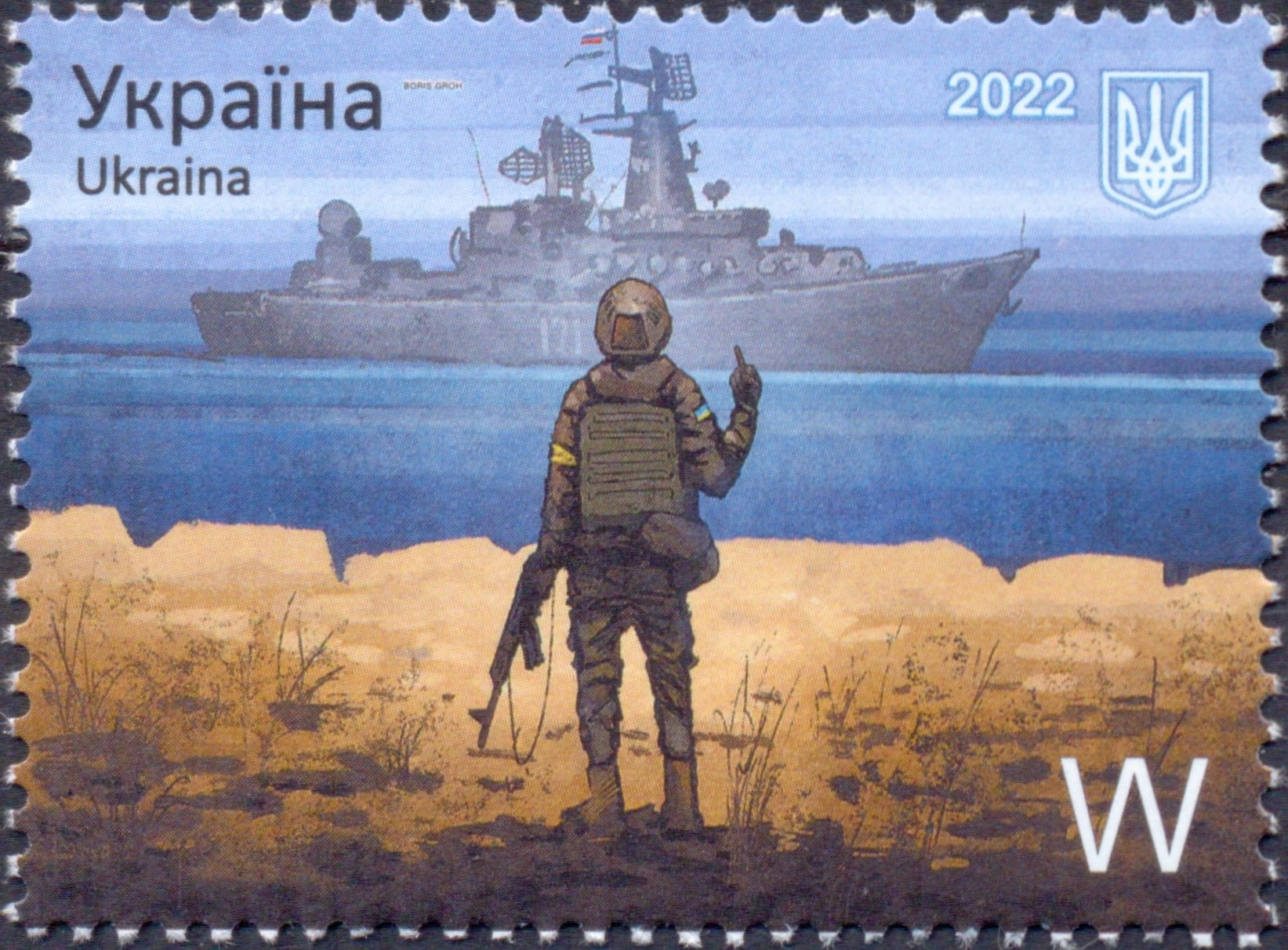
러시아 순양함 모스크바가 침몰하기 이틀 전에 발행된 우크라이나 우표. 러시아 순양함 모스크바에 가운뎃손가락을 날리는 우크라이나 군인이 묘사되어 있다.

미국 국가안보보좌관 제이크 설리번은 모스크바 침몰이 "러시아에 큰 타격"이라며, 모스크바 (러시아 정부)는 무능함과 피격 이야기로 쪼개졌다고 말했다. 러시아 안보정책 전문가인 히로시마 대학 객원교수 사사키 타카히로는 모스크바함의 침몰은 야마토함의 침몰과도 같다고 《아사히 신문》에 기술했다. 미 국방부 대변인 존 커비는 모스크바의 주요 임무가 흑해 러시아군의 대공 방어였으며, 이번 침몰은 "확실히 가까운 시일 내에 그 능력에 영향을 미칠 것"이라고 말했다.
2022년 4월 14일《포브스 우크라이나》의 분석에 따르면 모스크바 침몰은 지금까지 전쟁에서 러시아군이 입은 가장 큰 손실이며, 비용은 약 7억 5,000만 달러이다.
러시아는 우크라이나 미사일이 함선을 공격 여부를 확언하지 않았지만, 《로이터》는 4월 15일 아침 러시아가 모스크바 공격에 사용된 넵튠 미사일이 제조된 키이우의 미사일 공장 Luch Design Bureau에 대해 명백한 보복성 미사일 공격을 시작했다고 보도했다.
모스크바의 침몰은 모스크바함에 가운뎃손가락을 날리는 군인을 묘사한 "러시아 군함, 가서 엿이나 처먹어라" 우표를 우크르포시타가 100만장 발행한 지 이틀 만에 발생했다. 침몰 후 우크라이나에서 우표 판매량이 증가했다. 일부 우크라이나 사람들은 우표를 받기 위해 2시간 넘게 줄을 섰다. 모스크바의 침몰은 많은 우크라이나인들의 사기를 높이는 결과를 가져왔고, 이에 상응하여 러시아 침공군의 사기도 감소한 것으로 보인다. 우크라이나 해군 최고 사령관 올렉시 네이즈파파는 모스크바함을 격침시킨 공로로 승진했다.
러시아 TV 매체는 이 이야기를 간략하게만 다루었고 뉴스 기사에서는 구식 화재 진압 시스템을 설명하고 침몰이 전쟁에 영향을 미치지 않을 것이라고 말했다. 그러나 영화 감독이자 전 국가두마 의원이었던 블라디미르 보릇코는 (BBC에 따르면 "분명히 감정적으로") 모스크바의 운명은 전쟁 명분이라고 말했다. 4월 18일, 《러시아 1》은 뉴스 진행자 블라디미르 슬로보프가 이번 침몰에 대해 러시아 해군을 비판했다고 말했다. 친크렘린 인사이자 러시아의 아나운서인 세르게이 마르코프는 모스크바함이 노르웨이에서 선적된 미사일에 맞았고, 미국이 전자전 방어 체계를 무력화했다고 주장했다.
우크라이나 언론과 두 명의 안보 분석가는 여파를 다루며, 모스크바가 핵탄두를 운반할 능력이 있고, 침몰 당시 두 개의 핵탄두를 싣고 있었을 수 있다고 작성했다. 그들은 이웃 국가들이 원자력 사고의 가능성에 대한 조사에 착수할 것을 촉구했다. 모스크바의 P-500/P-1000 대함미사일에 사용할 핵탄두를 탑재하고 있었을 가능성이 미미하게나마 존재하나, 이를 암시하는 물증은 아무것도 없다. 미국 국방부에서는 침몰 당시 모스크바에 핵무기가 없었다고 발표했다.
우크라이나는 침몰된 모스크바함을 자국의 "수중문화유산"으로 지정했다고 선언했다. 우크라이나는 침몰 위치가 오데사 해안으로부터 단 90마일 정도 떨어져 있고, 수심도 40~50m 정도이기에 스쿠버다이빙에 적합하다며, 침몰선은 "그렇게 많이 잠수하지 않고도 감상할 수 있다"고 홍보했다.
러시아 해군은 심해 잠수 구조정 AS-28을 난파 지점에 보낼 것으로 보인다. 러시아 구조함 콤무나는 8척의 호송선 중 하나이다. 이 배는 현재 건조된 지 110년 된, 현재 운용 중인 해군 현역함 중 가장 오래된 함정이다. 이는 모스크바함이 큰 데다, 함선이 통째로 가라앉아 해수면으로 인양할 수 없기 때문이다. 목표는 외국 강대국들이 노릴 만한 함선의 암호화 자료, 무기, 선체, 각종 감광재료 회수이다. 흑해 함대 소속인 콤무나는 세바스토폴에서 출항한다. 침몰 위치를 감안하면 콤무나가 우크라이나 해군에 침몰될 위험도 있다.

## 같이 보기
- ARA 제너럴 벨그라노의 침몰
- HMS 셰필드함의 침몰